# Симплисио Роша, Райан
Райан Витор Симплисио Роша (порт.-браз. Rayan Vitor Simplício Rocha; родился 3 августа 2006, Рио-де-Жанейро, Бразилия) — бразильский футболист, нападающий клуба «Васко да Гама».

## Клубная карьера
Воспитанник «Васко да Гама», Райан дебютировал за основную команду клуба 20 января 2023 года, выйдя на замену в матче Лиги Кариока против «Аудакс Рио». 11 июня 2023 года Райан дебютировал за «Васко» в Серии A, начав игру против «Интернасьонала» в стартовом составе и забив единственный гол своей команды.

## Карьера в сборной
Выступал за сборную Бразилии до 17 лет.

## Достижения
Сборная Бразилии (до 17 лет)
- Победитель чемпионата Южной Америки для игроков до 17 лет: 2023

Сборная Бразилии (до 20 лет)
- Победитель чемпионата Южной Америки для игроков до 20 лет: 2025